# Кислякова Тамара Іванівна
Кислякова Тамара Іванівна (нар.23 березня 1925, Полтава, Полтавська округа УРСР — пом.2001, Полтава, Україна) — українська акторка. Народна артистка Української РСР (1977).

## Життєпис
Закінчила семирічну освіту, коли почалася Друга світова (Тамарі було 16). Після війни закінчила Полтавське музичне училище ім. Лисенка і почала працювати у Полтавському українському театрі ім. Гоголя (з 1948 по 1987).
Одружилася з артистом театру П. К. Лисенком. «Надзвичайно гармонічно й природно звучав у 70-80 роки партнерський дует Тамари Кислякової та її чоловіка Петра Лисенка», згадувала народна артистка України Жанна Северін.
Мала сестру Ірину, що переїхала до Санк-Петербургу (в часи срср). Від Петра Лисенка мала дочку Ірину (проживає у Полтаві) та двох онучок — Кібкало Дарина та Єлизавета. У другому шлюбі з ДеГестом Гастоном - дітей не мала.
Багато років боролася з раком. Перенесла операцію та прожила ще кілька років. Померла у 75 років в Полтаві, удома, в колі сім'ї.

## Творчість
Володіла чудовими вокальними даними, у репертуарі переважали психологічно складні образи.
Ролі: Наталка, Терпилиха («Наталка Полтавка» І. Котляревського), Маруся, Аза, Галя, Хівря («Маруся Богуславка», «Циганка Аза», «Майська ніч», «Сорочинський ярмарок» М. Старицького), Галина Романівна («Пам'ять серця» Корнійчука), Юлія («Таке довге, довге літо» Зарудного), Маша («Океан» Штейна), Людмила («Пізня любов» О. Островського), Барба («Вій, вітерець!» Райніса), Дездемона («Отелло» Шекспіра), Одарка («Запорожець за Дунаєм» С. Гулака-Артемовського), Панночка, Степанида («Вій», «Титарівна» М. Кропивницького), Анна («Украдене щастя» І. Франка).

## Відзнаки
Указом Президії Верховної Ради УРСР Тамарі Іванівні Кисляковій 1977 року присвоєне звання Народної артистки УРСР.